# Garfield and Friends
Garfield and Friends was een Amerikaanse animatieserie gebaseerd op de populaire strip Garfield van stripauteur Jim Davis. De serie werd eerst geproduceerd door Film Roman en liep van 1988 tot 1995. De serie liep in totaal 7 seizoenen, met een totaal van 121 afleveringen.
De televisieserie bestond eigenlijk uit twee series: een gebaseerd op Garfield en een gebaseerd op een andere, minder bekende strip van Jim Davis getiteld U.S. Acres (ook wel bekend als Orson's farm). Elke aflevering bevatte drie subafleveringen. Twee over Garfield en een over U.S. Acres.

## Productie

### Subafleveringen en Quickies
In totaal zijn er 242 subafleveringen van Garfield, en 121 subafleveringen van U.S. Acres geproduceerd. Een subaflevering duurde 6 tot 10 minuten.
Gedurende de tijd dat de serie werd uitgezonden op CBS bevatte elke aflevering ook drie zogenaamde “Quickies”. Deze Quickies waren tussenstukjes van ongeveer 30 – 40 seconden, gebaseerd op de zondagstrips van Garfield of U.S. Acres. De U.S. Acres Quickies verschenen tot aan seizoen 3, de Garfield Quickies tot aan het einde van de serie. Halverwege seizoen 2, toen de serie werd verlengd van 30 minuten naar een uur, werden ook “screaming with Binky” quickies toegevoegd. Deze quickies werden uitgezonden tussen twee afleveringen in. Tijdens de herhaling van de serie werden de quickies teruggebracht naar 1 per aflevering. Op de dvd van de serie zijn wel weer alle quickies opgenomen.

### Humor
De drijvende kracht achter de humor in de serie was schrijver Mark Evanier. De humor in de serie (zeker in de laatste seizoenen) verschilde echter van de humor in de strips en de eerder uitgebrachte specials. Daar waar de strips en specials meer op karakter gebaseerde humor gebruikten, bevatte de serie vooral humor rondom absurde situaties.
In veel afleveringen brak Garfield of een ander personage de vierde wand, waarbij Garfield het publiek toesprak en openlijk bekendmaakte dat hij wist dat hij slechts een tekenfilmfiguur is.
Geregeld hadden personages van U.S. Acres een cameo in de Garfield subafleveringen, en vice versa. Soms sloten subafleveringen en quickies zelfs op elkaar aan als onderdeel van een terugkerende grap. Voorbeeld: in aflevering 24, in de subaflevering “Attack of the Mutant Guppies” spoelden Garfield en Nermal op het eind de gemuteerde reuzen guppy's door het riool. In de U.S. Acres quickie die erop volgde kwamen ze weer tevoorschijn.

## Karakters

### Garfield
De meeste personages uit de serie zijn overgenomen uit de Garfield-strip:
- Garfield
- Odie
- Jon
- Dr. Liz
- Nermal
- Pooky
- Herman Post
- Pa
- Ma
- Doc Boy.

Enkele nieuwe personages, bedacht voor de televisieserie zijn:
- Floyd: een muis die minstens een keer per seizoen opduikt. Hij is ook in de strips te vinden maar dan onder de naam Piep.
- Cactus Jake: de voorzitter van de Polecat Flats Dude Ranch en een vriend van Jon. Hij gedraagt zich als een ouderwetse cowboy en weigert steevast iets te maken te hebben met moderne technologie. Hij heeft de neiging om Garfields naam altijd verkeerd uit te spreken.
- Al G. Swindler: een gladde verkoper die telkens Jon weet op te lichten, maar door Garfield wordt ontmaskerd. Ook deze is te vinden in de strips van Garfield maar dan als eerlijke Eddy
- The Buddy Bears (Bobby, Billy, Bertie): drie pratende beren. Hun televisieshow verving in de favoriete televisieseries van zowel Garfield als de U.S. Acres groep.
- Penelope: Garfields vriendin die in de serie de rol van Arlene overneemt (de reden dat Arlene zelf niet meedoet is onbekend).
- Grandma: Jons oma, en behoorlijk kwiek voor iemand van haar leeftijd. Ze draagt leren kleding, rijdt op een Harley-Davidson en snijd de kalkoen bij het diner altijd aan met een kettingzaag. Haar man is overleden. Ze is van al Jons familieleden het populairst bij Garfield.
- Binky The Clown: een vervelende clown die een kinderprogramma heeft. Meestal irriteert hij andere mensen (meestal Garfield) door keihard te schreeuwen, ontzettend valse muziek te maken, of, zijn meest bekende grap: iets achterlaten waar bijvoorbeeld: "Splut enclosed" op staat, en als iemand dat pakje openmaakt krijgt degene een taart in zijn gezicht, dat inderdaad een "Splut!" geluid maakt. Garfield weet wel altijd hoe hij Binky moet terugpakken en dat vindt Binky niet leuk.

### U.S. Acres
De meeste personages zijn overgenomen uit de strip U.S. Acres.
- Orson
- Roy the Rooster
- Wade
- Bo Sheep
- Lanolin Sheep
- Booker
- Sheldon
- de Wormen

Enkele nieuwe personages bedacht voor de serie zijn:
- "The farmer": de eigenaar van de boerderij. Hij verschijnt nooit in beeld.
- Mort, Gort, and Wart: Orsons oudere broers. Zij kwamen in de strip alleen voor gedurende de eerste twee weken en hadden daar geen naam. In de serie spelen ze een grotere rol.
- The Weasel: een wezel en een van de vele roofdieren die het op de boerderij heeft voorzien.
- Fred Duck: Wades neefje die niet bang is om te vliegen. Hij heeft wel altijd een parachute bij zich voor het geval er toch iets misgaat.

## Afleveringen
De eerste titel bij elke aflevering is een Garfield subaflevering, de tweede en U.S. Acres subaflevering en de derde weer een Garfield subaflevering.

### Seizoen 1 (1988 – 1989)
Dit seizoen bevatte onder andere de titelsong “Garfield and Friends” van Desiree Goyette.
- Episode 1: Peace & Quiet / Wanted: Wade / Garfield Goes Hawaiian
- Episode 2: Box O' Fun / Unidentified Flying Orson / School Daze
- Episode 3: Nighty Nightmare / Banana Nose / Ode to Odie
- Episode 4: Fraidy Cat / Shell Shocked Sheldon / Nothing to Sneeze At
- Episode 5: Garfield's Moving Experience / Wade, You're Afraid / Good Mousekeeping
- Episode 6: Identity Crisis / The Bad Sport / Up A Tree
- Episode 7: Weighty Problem / The Worm Turns / Good Cat, Bad Cat
- Episode 8: Cabin Fever / The Return of Power Pig / Fair Exchange
- Episode 9: The Binky Show / Keeping Cool / Don't Move!
- Episode 10: Magic Mutt / Short Story / Monday Misery
- Episode 11: Best of Breed / National Tapioca Pudding Day / All About Odie
- Episode 12: Caped Avenger / Shy Fly Guy / Green Thumbs Down
- Episode 13: Forget Me Not / I Like Having You Around / Sales Resistance

### Seizoen 2 (1989 – 1990)
Gedurende seizoen twee werd de serie verlengd van 30 minuten naar een uur, waardoor er telkens twee afleveringen achter elkaar konden worden uitgezonden.
- Episode 14: Pest of a Guest / The Impractical Joker / Fat & Furry
- Episode 15: Rip Van Kitty / Grabbity / The Big Catnap
- Episode 16: The Great Getaway / Scrambled Eggs / Hansel and Garfield
- Episode 17: The Sludge Monster / Fortune Kooky / Heatwave Holiday
- Episode 18: One Good Fern Deserves Another / Goody Go-Round / The Black Book
- Episode 19: The Legend of the Lake / Double-Oh-Orson! / Health Feud
- Episode 20: Binky Gets Cancelled! / Show Stoppers / Cutie and the Beast
- Episode 21: The Lasagna Zone / Sleepytime Pig / Yojumbo
- Episode 22: Pros and Cons / Rooster Revenge / Lights! Camera! Garfield!
- Episode 23: Polecat Flats / Hogcules / Brain Boy
- Episode 24: Maine Course / No Laughing Matter / Attack of the Mutant Guppies
- Episode 25: Robodie / First Aid Wade / Video Victim
- Episode 26: The Curse of Klopman / Mud Sweet Mud / Rainy Day Dreams
- Episode 27: Basket Brawl / Origin of Power Pig / Cactus Jake Rides Again
- Episode 28: Binky Goes Bad / Barn of Fear / Mini-Mall Matters
- Episode 29: Attention-Getting Garfield / Swine Trek / It Must Be True!
- Episode 30: Arrivaderci, Odie! / Gort Goes Good / Feeling Feline
- Episode 31: The Bear Facts / Nothing to Be Afraid Of / The Big Talker
- Episode 32: Cactus Makes Perfect / Hogcules II / Crime & Nourishment
- Episode 33: TV of Tomorrow / Little Red Riding Egg / Well-Fed Feline
- Episode 34: The Invasions of the Big Robots / Shelf Esteem / Housebreak Hotel
- Episode 35: First Class Feline / Hamelot / How To Be Funny!
- Episode 36: Mystic Manor / Flop Goes the Weasel / The Legend of Long Jon
- Episode 37: China Cat / Cock-a-Doodle Dandy / Beach Blanket Bonzo
- Episode 38: Lemon-Aid / Hog Noon / Video Airlines
- Episode 39: The Mail Animal / Peanut-Brained Rooster / Mummy Dearest

### Seizoen 3 (1990 – 1991)
In dit seizoen werd de oude titelsong vervangen door de meer bekendere “We’re Ready to Party”, eveneens van Desiree Goyette.
- Episode 40: Skyway Robbery / The Bunny Rabbits Is Coming! / Close Encounters of the Garfield Kind
- Episode 41: Astro-Cat! / Cock-A-Doodle Duel / Cinderella Cat
- Episode 42: Ship Shape / Barn of Fear II / Break a Leg
- Episode 43: Twice Told Tale / Orson Goes on Vacation / Wedding Bell Blues
- Episode 44: Clean Sweep / Secrets of the Animated Cartoon / How The West Was Lost
- Episode 45: Binky Gets Cancelled Again! / Orson's Diner / Flat Tired
- Episode 46: Return of the Buddy Bears / Much Ado About Lanolin / Reigning Cats and Dogs
- Episode 47: Fit for A King / Ben Hog / Dessert in the Desert
- Episode 48: Hound of the Arbuckles / Red Alert / Urban Arbuckle
- Episode 49: Odielocks and the Three Cats / Quack to the Future / Beddy Buy
- Episode 50: Count Lasagna / Mystery Guest / Rodent Rampage
- Episode 51: Feline Felon / The Legal Eagle / The Cactus Saga
- Episoce 52: D.J. Jon / Cornfinger / Five Minute Warning
- Episode 53: Wonderful World / The Orson Awards / The Garfield Workout
- Episode 54: All Things Fat and Small / Robin Hog / Hare Replacement
- Episode 55: Stick to It / Orson in Wonderland / For Cats Only
- Episode 56: Mistakes Will Happen / The Well Dweller / The Wise Man
- Episode 57: Star Struck / Election Daze / Dirty Business

### Seizoen 4 (1991 – 1992)
- Episode 58: The Legend of Cactus Jupiter / Birthday Boy Roy / Jukebox Jon
- Episode 59: Squeak Previews / Dr. Jekyll & Mr. Wade / A Tall Tale
- Episode 60: Moo Cow Mutt / Big Bad Buddy Bird / Angel Puss
- Episode 61: Trial and Error / An Egg-Citing Story / Supermarket Mania
- Episode 62: Frankenstein Feline / Weatherman Wade / Fill-in Feline
- Episode 63: Polar Pussycat / Over the Rainbow / Remote Possibilities
- Episode 64: Night of the Living Laundromat / Fast Food / Cash and Carry
- Episode 65: Speed Trap / Flights of Fantasy / Castaway Cat
- Episode 66: Mind Over Matter / Orson at the Bat / The Multiple Choice Cartoon
- Episode 67: Galactic Gamesman Garfield / Sly Spy Guy / The Thing That Stayed... Forever!
- Episode 68: Bouncing Baby Blues / The Ugly Duckling / Learning Lessons
- Episode 69: Robodie II / For Butter or Worse / Annoying Things
- Episode 70: Guaranteed Trouble / Fan Clubbing / A Jarring Experience
- Episode 71: The Idol of Id / Bedtime Story Blues / Mamma Manicotti
- Episode 72: The Pizza Patrol / The Son Also Rises / Rolling Romance
- Episode 73: The Animated, Automated Cartoon / It's A Wonderful Wade / Truckin' Odie

### Seizoen 5 (1992 – 1993)
- Episode 74: Home Away from Home / Rainy Day Robot / Odie the Amazing
- Episode 75: Home Sweet Swindler / Forget-Me-Not Newton / The Great Inventor
- Episode 76: Taste Makes Waist / The Wolf Who Cried Boy / Day of Doom
- Episode 77: Country Cousin / The Name Game / The Carnival Curse
- Episode 78: Renewed Terror / Badtime Story / Tooth or Dare
- Episode 79: The First Annual Garfield Watchers Test / Stark Raven Mad / The Record Breaker
- Episode 80: The Kitty Council / The Bo Show / Bad Neighbor Policy
- Episode 81: Canvas Back Cat / Make Believe Moon / The Creature That Lived in the Refrigerator, Behind the Mayonnaisse, Next to the Ketchup and to the Left of the Cole Slaw!
- Episode 82: Cute for Loot / The Caverns of Cocoa / Dream Date
- Episode 83: Airborne Odie / Once Upon A Time Warp / Bride and Broom
- Episode 84: Dummy of Danger / Sooner or Later / Jumping Jon
- Episode 85: The Worst Pizza in the Historty of Mankind / Jack II: The Rest of the Story / The Garfield Opera
- Episode 86: Cartoon Cat Conspiracy / Who Done It? / The Picnic Panic
- Episode 87: Sound Judgement / Gross Encounters / The Perils of Penelope
- Episode 88: Ghost of a Chance / Roy Gets Sacked / Revenge of the Living Lunch
- Episode 89: Supersonic Seymour / A Mildly Mental Mix-Up / The Garfield Rap

### Seizoen 6 (1993 – 1994)
- Episode 90: A Vacation From His Senses / The Incredibly Stupid Swamp Monster / Dread Giveaway
- Episode 91: The Wright Stuff / Orson Express / Safe at Home
- Episode 92: Jon the Barbarian / Uncle Roy to the Rescue / The Kitten and the Council
- Episode 93: Next-Door Nuisance / What's It All About, Wade? / Bigfeetz
- Episode 94: Canine Conspiracy / Snow Wade and the 77 Dwarfs (part one) / The Genuine Article
- Episode 95: The Best Policy / Snow Wade and the 77 Dwarfs (part two) / Fishy Feline
- Episode 96: The Pie-Eyed Piper / Fine-Feathered Funny Man / Sweet Tweet Treat
- Episode 97: The Floyd Story / How Now, Stolen Cow? / The Second Penelope Episode
- Episode 98: Dr. Jekyll and Mr. Mouse / Payday Mayday / How to Drive Humans Crazy
- Episode 99: Date of Disaster / A Little Time-Off / The Longest Doze
- Episode 100: Stairway to Stardom / The Return of the Incredibly Stupid Swamp Monster / The Life and Times of the Lasagna Kid
- Episode 101: Magic, Monsters and Manicotti / The Midnight Ride of Paul Revere's Duck / Unreal Estate
- Episode 102: Lost and Foundling / Winter Wonderland / Films and Felines
- Episode 103: The Garfield Musical / Mind Over Melvin / Madman Meets His Match
- Episode 104: Knights and Daze / Holiday Happening / Jailbird Jon
- Episode 105: The Third Penelope Episode / Hare Force / Garfield's Garbage Can and Tin Pan Alley Revue

### Seizoen 7 (1994 – 1995)
Tijdens dit laatste seizoen werd de serie weer teruggebracht naar 1 nieuwe aflevering per week, maar de uitzendtijd bleef wel een uur. Naast elke nieuwe aflevering werd er ook een oude aflevering uit een van de vorige seizoenen uitgezonden.
- Episode 106: Change of Mind / Temp Trouble / The Perfect Match
- Episode 107: The Legend of Johnny Ragweedseed / Grape Expectations (part one) / Catch As Cats Can't
- Episode 108: A Matter of Conscience / Grape Expectations (part two) / Top Ten
- Episode 109: My Fair Feline / Double Trouble Talk / Half-Baked Alaska
- Episode 110: Puss in High-Tops / Egg Over Easy (part one) / The Beast from Beyond
- Episode 111: Model Behavior / Egg Over Easy (part two) / Another Ant Episode
- Episode 112: Guy of Her Dreams / The Discount of Monty Cristo / The Fairy Dogmother
- Episode 113: The Stand-Up Mouse / Daydream Doctor / Happy Garfield Day
- Episode 114: Sit on It / Kiddy Korner / Brainware Broadcast (tx 05.11.94)
- Episode 115: The Suburban Jungle / The Thing in the Box / The Feline Philosopher
- Episode 116: Thoroughly Mixed-Up Mouse / The Old Man of the Mountain / Food Fighter
- Episode 117: The Jelly Roger / The Farmyard Feline Philosopher / Dogmother II
- Episode 118: Alley Katta and the 40 Thieves / If It's Tuesday, This Must Be Alpha Centauri / Clash of Titans
- Episode 119: Canned Laughter / Deja Vu / The Man Who Hated Cats
- Episode 120: The Horror Hostess (part one) / Newsworthy Wade / The Horror Hostess (part two)
- Episode 121: Arbuckle the Invincible / The Monster Who Couldn't Scare Anybody / The Ocean Blue

## Stemacteurs
- Lorenzo Music - Garfield
- Gregg Berger - Odie, Orson
- Thom Huge - Jon Arbuckle, Roy, and Binky
- Julie Payne - Dr. Liz Wilson, Lanolin
- Desiree Goyette - Nermal
- Victoria Jackson - Penelope
- Howard Morris - Wade Duck, Wart
- Frank Welker - Bo, Booker, Sheldon, Mort